# كرسول أهلب الساق
كرسول أهلب الساق (الاسم العلمي:Crassula hirtipes) هو نوع نباتي يتبع جنس الكرسول من فصيلة الكرسولية.